# Ylli Bufi
Ylli Bufi (Tirana, 25 maggio 1948) è un politico albanese.

## Carriera
È stato nel 1991 Primo ministro dell'Albania.
Bufi è un ingegnere chimico. È stato membro del Parlamento albanese e anche membro del Partito Socialista d'Albania. Ha servito come ministro dell’alimentazione guidato dall'allora primo ministro Fatos Nano. Nel giugno 1991, è stato nominato primo ministro, in sostituzione di Nano, e il gabinetto di Bufi è stato approvato dal parlamento il 13 giugno.